# Dieter Walther
Dieter Walther (* 7. April 1930 in Pforzheim; † 4. Oktober 2013 in Karlsbad-Auerbach) war ein deutscher Religionspädagoge, Gründer des Jugendzentrums SAK Lörrach, Stv. Landesbischof in Baden und langjähriger Präsident der deutschen Sektion des Vereins „Glaube in der zweiten Welt“ mit Sitz in Zürich.

## Biographie
Dieter Walther wurde als Sohn des Sparkassendirektors Theo Walther geboren. Seine Schul- und Gymnasialzeit verbrachte er in seiner Heimatstadt Pforzheim. Nach dem Abitur studierte Walther evangelische Theologie an den Universitäten Heidelberg, Basel und Tübingen mit Abschlussexamen 1954. Nach Promotion 1956 in systematischer Theologie bei Edmund Schlink wurde er Gemeindevikar in Rastatt. Es folgten Stationen als hauptamtlicher Religionslehrer in Villingen und Lörrach (Hans-Thoma-Gymnasium und Hebel-Gymnasium Lörrach). 1965 nahm er den Ruf an die Pädagogische Hochschule Lörrach an. Dort wirkte er als Professor für evangelische Theologie und Religionspädagogik bis 1972.
Im Wintersemester 1968/69 entstand im theologischen Seminar Walthers unter dem Titel Die Wahrheit ist konkret das Jugend-Projekt SAK (Sozialer Arbeitskreis) mit dem Ziel des konkreten Einsatzes von Studenten für sozial benachteiligte Kinder. Die von der Lörracher Studentengemeinde tatkräftig unterstützten und dem Rotary-Club Lörrach geförderten Aktionen der Studenten führten bald zur staatlichen Anerkennung. Die Stadtverwaltung Lörrach und die Evangelische Landeskirche Baden begleiten bis heute den Sozialen Arbeitskreis Lörrach als ein landesweites Vorzeigeprojekt gelungener Bürgerinitiative zur Integration Jugendlicher.
Die Evangelische Landeskirche in Baden berief Walther 1972 als Oberkirchenrat nach Karlsruhe und übertrug ihm die Leitung des Referates Schule und Bildung. Über mehrere Jahre war er ständiger Vertreter des Landesbischofs Klaus Engelhardt.
In den 1980er Jahren wurde er zum Präsidenten der deutschen Sektion des Vereins: „Glaube in der zweiten Welt“, mit Sitz in Zürich gewählt. Ziel dieser Vereinigung war die aktive Betreuung der Christen in den Ländern des früheren Ostblocks.
Von 1986 bis 2000 war Walther stellvertretender Richter am Staatsgerichtshof für das Land Baden-Württemberg in der Gruppe „ohne Befähigung zum Richteramt“.
Walther war seit 1960 mit Gisela geb. Sauer verheiratet, beide hatten gemeinsam zwei Söhne und eine Tochter.

## Wichtigste Auszeichnungen und Ehrungen
- Verdienstmedaille des Landes Baden-Württemberg (1992)
- Kronenkreuz in Gold der Diakonie Baden
- Paul Harris Fellow von Rotary International

## Veröffentlichungen (Auswahl)
- Rundfunkpredigten. Burg-Verlag, Sachsenheim / Stuttgart / Bonn 1985 (= Predigtreihe, 2), ISBN 3-922801-89-7; weitere Predigten von Dieter Walther erschienen in Band 3 der Predigtreihe, S. 119–124, und in den Calwer Predigthilfen, Halbband 2, 1996/1997, S. 13–19
- (Mit Georg Gölter): Bildung für ein erfülltes Leben. Bonn 1982 (= Veröffentlichungen des Evangelischen Arbeitskreises der CDU/CSU, 3)
- Konkrete Aufgaben des schulischen Religionsunterrichts in unserer geistesgeschichtlichen Situation. Vortrag gehalten bei der Landestagung des Evangelischen Bundes in Schopfheim, Evangelischer Presseverband, Karlsruhe 1970
- Der Kompromiss in der römisch-katholischen Moral und der evangelisch-lutherischen Ethik. Diss. Heidelberg, 1956